# 剛剛族
剛剛族（Goreng goreng）是澳大利亞的一個原住民族，有「世界上最好的弓箭手」的美譽。居住於昆士蘭州北部，西至大狄維亭山脈的克魯比特峰，東至海岸旅遊城鎮艾格尼斯瓦特，南至巴弗勒克里喀之間。
剛剛族這個族的名字曾在衛斯理的小說《電王》裡出現，是兩位孿生男主角的母親的所屬種族。